# Bitwa pod Abensbergiem
Bitwa pod Abensbergiem – starcie zbrojne, które miało miejsce 20 kwietnia 1809 roku podczas wojen napoleońskich.
Bitwa stoczona została przez armię francuską Napoleona wspomaganą przez wojska Wirtembergii (VIII korpus) i Królestwa Bawarii (VII korpus) (łącznie około 90 000 żołnierzy) z armią austriacką arcyksięcia Karola (około 80 000 żołnierzy).
Na francuskim lewym skrzydle korpus marszałka Lannesa wyparł Austriaków po niezbyt silnym oporze. W centrum wojska bawarskie musiały wytrzymać silny napór do momentu, gdy Napoleonowi udało się pozbawić osłony lewe skrzydło austriackie po pobiciu prawego skrzydła. Arcyksiążę Karol zmuszony został do odwrotu. W bitwie wojska Napoleona straciły 2 000 zabitych i rannych, natomiast Austriacy – 2 800 zabitych i rannych oraz 4 000 jeńców.

## Preludium
Chcąc odebrać za wszelką cenę inicjatywę z rąk arcyksięcia Karola, jaka miał we wstępnej fazie kampanii roku 1809, cesarz Napoleon skonsolidował swe siły, uprzednio rozproszone pod wodzą marszałka Berthiera i przeszedł do ofensywy.
Główne siły austriackie (korpusy III i IV oraz I Korpus Rezerwowy) wkroczyły do Bawarii i zostały powstrzymane pod Teugen-Hausen 19 kwietnia. Tego samego dnia wieczorem Napoleon postanowił przeprowadzić kontratak na szerokim froncie, z zamiarem oskrzydlenia sił przeciwnika. Przypuszczając, że armia austriacka naciskana przez korpus Davouta zacznie się cofać na południe, cesarz sformował prowizoryczny korpus Lannesa (elementy III Korpusu i rezerwy lekkiej i ciężkiej kawalerii), który został wysłany na wschód od Abensbergu w kierunku Rohr, z zadaniem przecięcia austriackich linii łączności, podczas gdy kombinowane siły bawarsko-wirtemberskie miały przechwytywać oddziały nieprzyjaciela zmierzające do forsowania rzeki Große Laber na drodze do Landshut, w którym to kierunku zmierzał marszałek André Masséna na czele IV Korpusu.

## Bitwa
Późnym rankiem Lannes dotarł do Bachl, zmuszając niewielkie siły przesłonowe generała-majora Josepha Freiherr von Pfanzeltera, ze składu II Korpusu austriackiego, do wycofania się na wschód. 1. i 3. dywizje bawarskie, wraz z rezerwową dywizją Josepha Laurenta Demonta ruszyły na Offenstetten i około godziny 10 pokonały niewielki oddział generała Ludwiga Rittera von Thierry’ego, zmuszając do odwrotu ku Bachl, dokąd Lannes zmierzał z północy. Thierry pospiesznie wycofał się więc do Rohr, dokąd dotarł około godziny 14, ale obrońca miasta, Vincent Freiherr von Schustekh-Herve, stojący na czele niewielkiego oddziału wydzielonego z V Korpusu, nie był w stanie nic zrobić, by powstrzymać Lannesa. Prowizoryczny korpus francuski ścigał Austriaków do brzegów Große Laber i dotarł nad rzekę pod Rottenburgiem, gdzie o 16.30 wdał się w walkę z VI Korpusem von Hillera, ale przed zapadnięciem zmroku nie zdołał sforsować rzeki. Tymczasem kontyngent wirtemberski i 2. dywizja bawarska, prowadzone przez Lefebvre'a i wzmocnione przez dywizję kawalerii generała Tharreau z II Korpusu marszałka Oudinota uderzyły na prawe skrzydło V Korpusu arcyksięcia Ludwika u brodów na rzece Abens w pobliżu Biburga. Brygada generała Fryderyka Bianchi, księcia Casalanzy utrzymała je do chwili rozkazu wycofania około godziny 14. V Korpus i II Korpus Rezerwowy odeszły w tej sytuacji na wschód, gdzie obsadziły inne brody na Laber w okolicach Pfeffenhausen.

## Skutki
Austriacy stracili 2 800 zabitych i rannych, a nadto 4 000 wziętych do niewoli, podczas gdy Francuzi, Wirtemberczycy i Bawarczycy łącznie około 2 000 zabitych i rannych. Bonaparte, choć miał mniej wojsk (113 000), zdołał podzielić 160-tysięczne siły przeciwnika na dwa ugrupowania. Karol (pięć korpusów, w tym I i II Korpus na północ od Ratyzbony) został zmuszony do odstąpienia na wschód, do Eckmühl, a generał von Hiller (V, VI i II Korpus Rezerwowy) w niejakim nieładzie na północny wschód do Landshut. W tej sytuacji obaj byli zmuszeni do stoczenia dwóch walnych bitew w najbliższej przyszłości.